# Осетер тупорилий
Осетер тупорилий (Acipenser brevirostrum) — риба роду осетер, родини осетрових. 

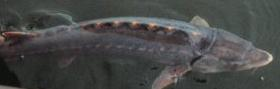
Тупорилий осетер біля поверхні води

Дрібний осетер: максимальна довжина не перевищує 1,5 м, а маса 24 кг. Відрізняється широким, коротким, округлим рилом і короткою головою. Вусики сидять ближче до кінця рила, ніж до рота (як у російського осетра). 
Поширений від річки Сент-Джон (Канада), до річки Сент-Джонс (Флорида). Зустрічається в естуаріях, в опрісненних водах. У солонуватій воді загальний тон жовтувато-коричневий, черево біле. У прісній воді голова, спина і боки тіла набагато темніше, майже чорні. 
Стає статевозрілим, маючи дуже невеликі розміри: самці при довжині 44—45 см, самки — 50—70 см (довжина береться до вирізки хвостового плавця). Фактично є напівпрохідним, для нересту піднімається невисоко по річках.